# Mucsi Sándor (színművész, 1951–2015)
ifj. Mucsi Sándor (Szolnok, 1951. július 2. – Budapest, 2015. június 14.) magyar színész.

## Életpályája
1971-ben kezdte a pályáját a kaposvári Csiky Gergely Színházban. 1975-ben a debreceni Csokonai Színházban játszott. 1976–1981 között ismét a kaposvári Csiky Gergely Színház, 1981–82-ben a kecskeméti Katona József Színház, 1982–84-ben ismét a debreceni Csokonai Színház tagja volt. 1984-től a Miskolci Nemzeti Színház művésze volt. 1993-tól független színművészként tevékenykedett. Főleg vígjátékokban, és zenés darabokban játszott.

### Családja
Felesége Gaál Ildikó rendező. Gyermekeikː Mucsi Kristóf színművész és Mucsi Balázs látványtervező.

## Színházi szerepei
- D’Artagnan (id. Dumas: Három testőr)
- Cléonte (Molière: Az úrhatnám polgár)
- Kapitány (Ábrahám Pál: Viktória)

## Filmes és televíziós szerepei
- Talpunk alatt fütyül a szél (1976) ...Paraszt
- Csak semmi pánik (1982) ...Gengszter
- Törvénytelen (1994) ...Rendőr
- Patika (1995) ...Bauer
- Kontroll (2003)

## Díjai, elismerései
- Állami Ifjúsági Díj (1979)